# ドミノ・ターゲット
『ドミノ・ターゲット』（原題：The Domino Principle）は、1977年制作のアメリカ合衆国のアクション映画。スタンリー・クレイマー監督。

## あらすじ
ベトナム戦争で名うての狙撃兵として活躍し、除隊後ある男の運転手を勤めていたロイ・タッカーは、男の殺害容疑で恋仲になっていた男の若い妻エリー共々有罪になり、刑務所に服役していた。
そんな彼のもとにある日、マーヴィンという男が面会にやって来る。ロイは彼とは初対面だったが、マーヴィンはロイの過去を知りつくしていた。マーヴィンはその後も刑務所を訪れ、または助手のロスが来て、「我々に協力すれば脱獄させてやる」と言う。ロイは同房のスピヴェンタも一緒に脱獄させるよう要求、やがて2人は脱獄に成功するが、スピヴェンタは待っていた男達に殺された。
一方、ロイはサンフランシスコのホテルの一室でリーザー将軍という男に会わされ、コスタリカ行きを命じられる。現地でマーヴィンと落ち合ったロイは、海岸の優雅な屋敷でエリーと再会する。ロイとエリーは夢のような日々を過ごすが、やがてアメリカに戻されたロイは、リーザー将軍から1丁のライフルを渡される。彼はある組織の手先となり、暗殺の予行演習をさせられることになったのだ。エリーを人質に取られたロイはヘリコプターに乗ってある標的のもとへ。ロイは標的の男に照準を合わせる。しかし寸前で躊躇し、わざと狙いをずらして引金を引く。だが、地上にいた狙撃者が標的を撃った。その狙撃者は、何と死んだはずのスピヴェンタだった。
エリーを取り戻したロイは2人でひっそりと暮らそうとするが、彼にもやがて組織の魔の手が…。

## キャスト
| 役名               | 俳優                     | 日本語吹替                                                                                                  |
| 役名               | 俳優                     | テレビ朝日版                                                                                                |
| ------------------ | ------------------------ | --- |
| ロイ・タッカー     | ジーン・ハックマン       | 石田太郎 |
| エレノア・タッカー | キャンディス・バーゲン   | 武藤礼子 |
| マーヴィン・タッグ | リチャード・ウィドマーク | 大塚周夫 |
| レッサー将軍       | イーライ・ウォラック     | 大木民夫 |
| スピヴェンタ       | ミッキー・ルーニー       | 辻村真人 |
| パイン             | エドワード・アルバート   | 斎藤真 |
| 不明 その他        |                          | 塚田正昭 加藤正之 村松康雄 池田勝 片岡富枝 山田礼子 島香裕 千葉順二 高橋ひろ子 田原アルノ 大塚芳忠 岡本章子 |
|                    |                          | |
| 演出               | 演出                     | 佐藤敏夫 |
| 翻訳               | 翻訳                     | 木原たけし                                                                                                  |
| 効果               | 効果                     | 遠藤堯雄/桜井俊哉                                                                                           |
| 調整               |                          | |
| 制作               | 制作                     | 東北新社 |
| 解説               | 解説                     | 淀川長治 |
| 初回放送           | 初回放送                 | 1984年9月30日 『日曜洋画劇場』                                                                              |

## 日本語字幕
清水俊二